# Kościół św. Marcina w Kołobrzegu

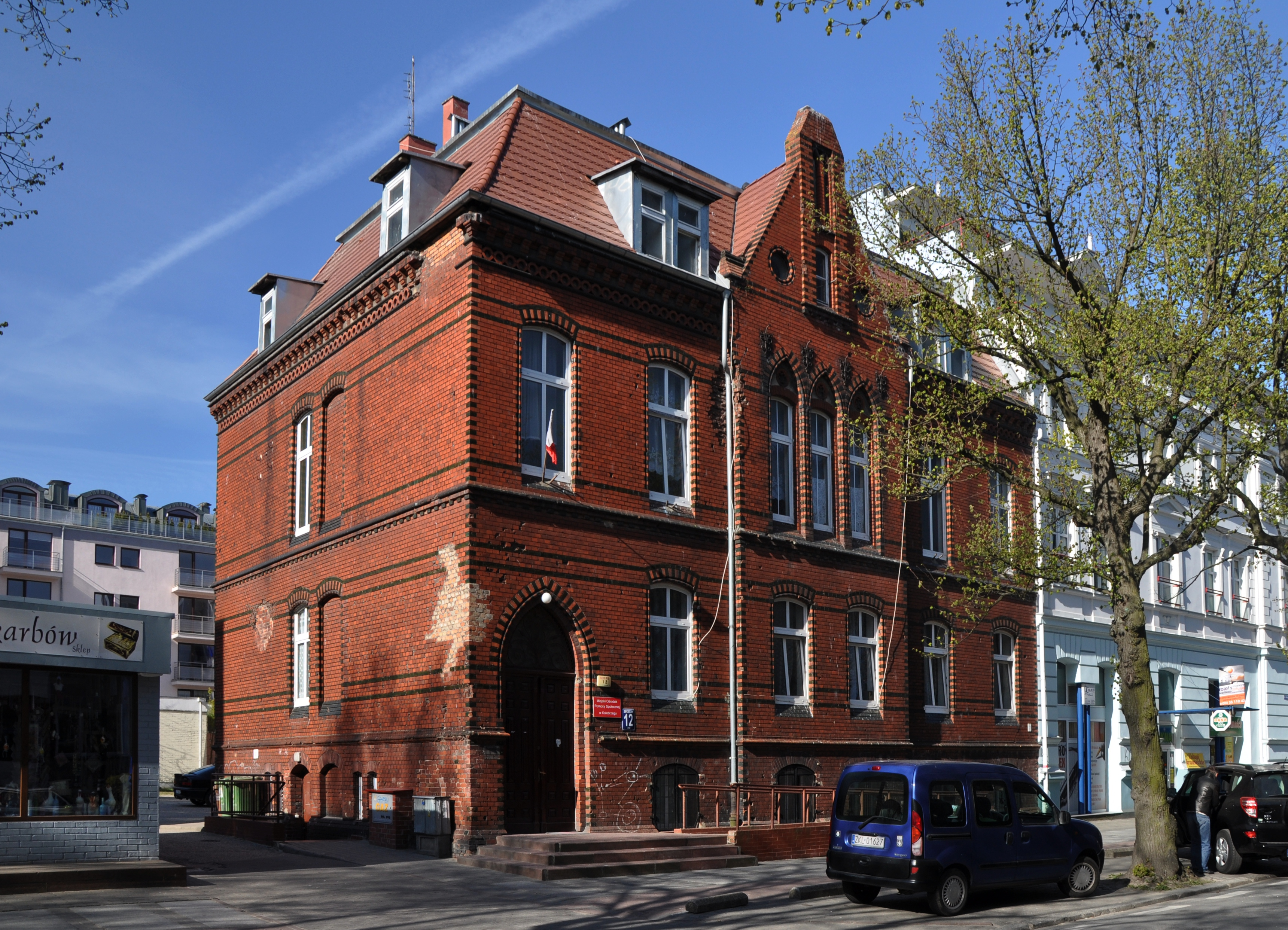
Dawny dom parafialny przy ul. Zwycięzców w Kołobrzegu

Kościół św. Marcina – neogotycki kościół rzymskokatolicki, który znajdował się w Kołobrzegu, zniszczony podczas II wojny światowej, ostatecznie rozebrany w 1956 roku.

## Historia
Kościół został zbudowany dla erygowanej w 1889 roku parafii rzymskokatolickiej św. Marcina w Kołobrzegu. Do II wojny światowej był to jedyny katolicki kościół w mieście.
Uległ on częściowemu zniszczeniu podczas bombardowania miasta w 1945 roku. Po II wojnie światowej mimo starań wiernych u władz państwowych nie został zwrócony parafii św. Marcina. Rozebrano go w 1956 roku.
W latach 60. XX wieku w miejscu dawnego kościoła zbudowano blok mieszkalny. Jedyną pozostałością po dawnych zabudowaniach świątynnych jest neogotycka kamienica, w której znajduje się Miejski Ośrodek Pomocy Społecznej w Kołobrzegu.